# Кетрін Маколей
Кетрін Маколей (англ. Catharine Macaulay 2 квітня 1731, Вай, Кент — 22 червня 1791, Бінфілд, Беркшир) — англійська письменниця, історик і філософ. Перша жінка-історик в Англії.

## Ранні роки
Народилася 2 квітня 1731 року в родині землевласника. Здобула домашню освіту. В першому томі «Історії Англії» Маколей пише, що з ранніх років почала багато читати, особливо стародавні римські й грецькі твори, в яких «свобода проявляється у своїй найпіднесенішій формі». Однак у бесіді зі своїм другом, Бенджаміном Рашем, вона згадувала, що захопилася читанням, тільки коли їй виповнилося 20 років.
Про її ранні роки відомо небагато. 1757 року, знавець римської й грецької літератури Елізабет Картер описувала її як «розумну і приємну жінку, яку скоріше можна назвати глибоко освіченою, ніж прекрасною. Спартанські закони, римську політику, філософію Епікура і дотепність Шарля де Сент-Евремона вона склала в надзвичайну систему». Коли вони зустрілися, Кетрін було 26 років.
20 червня 1760 року Кетрін вийшла заміж за шотландського лікаря. Вони прожили разом 6 років — до його смерті. Від першого шлюбу в Кетрін залишилася дочка.

## Історія Англії
Від 1763 до 1783 написала 8 томів The History of England from the Accession of James I to that of the Brunswick Line (Історія Англії від сходження Джеймса I до Брансвік Лайн). За задумом вона мала написати історію до 1714 року, проте, закінчивши останні три томи, вона зрозуміла, що не встигне завершити свою працю, тому змінила назву на The History of England from the Accession of James I to the Revolution (Історія Англії від сходження Джеймса I до революції), таким чином закінчивши на 8-му томі.
Була практично невідома до публікації першого тому своєї «Історії Англії». Відразу після виходу у світ книги, вона стала «Знаменитою місис Маколей». Вона стала першою жінкою-істориком в Англії та єдиною жінкою-істориком свого часу.
«Історія» Маколей є політичною історією Англії 17 століття. Перший і другий томи охоплюють 1603—1641 роки, третій і четвертий присвячені 1642—1647 рокам, у п'ятому томі описано проміжок між 1648 і 1660 роками, шостий і сьомий томи охоплюють 1660—1683, і останній том присвячений 1683—1689 рокам. Саме ці часові проміжки Кетрін вибрала тому, як вона сама пише в першому томі, що хотіла «поставитися справедливо… до пам'яті про наших прославлених предків». Вона говорила, що її сучасники забули, що за привілеї, якими вони тепер користуються, люди билися і жертвували своїми життями. В «Історії» Маколей показано боротьбу англійців за повернення їхніх прав у часи Нормандського іга.
Кетрін також хотіла написати «Історію Англії від революції до теперішнього часу», але встигла закінчити тільки перший том (покриває 1688—1733 роки).

## Листи про освіту
У «Листах про освіту», які вперше опубліковано 1790 року, Кетрін писала про те, що очевидна слабкість жінок з'являється через неправильне виховання. Цю думку два роки по тому повторить Мері Волстонкрафт у своїй книзі На захист прав жінок.
У «Листах» Маколей висловила свій погляд на освіту і виховання. Як жінка, що багато писала про історію та політику, Кетрін у «Листах» кинула виклик громадській упередженості про те, що для жінки є можливим і доречним досягненням.Цікавий факт, що Кетрін розкритикувала висловлення Жан-Жака Русо з приводу ролі жінки у суспільстві.

## Поїздка до США
Кетрін мала зв'язки з багатьма лідерами американських революціонерів. Вона жила в США з 15 липня 1784 року по 17 липня 1785 року. Кетрін спілкувалася з Джеймсом Отісом і Мерсі Воррен. Пізніше Мерсі напише, що Маколей виглядає як людина, «чиї знання практично невичерпні» і що вона «Леді з найекстраординарнішими талантами, геніальна керівниця і блискуча мислителька». Згідно з біографією Мерсі, Кетрін справила на неї більший вплив, ніж будь-яка інша жінка її часу.
Після візиту Джеймса і Мерсі Кетрін відвідала Нью-Йорк, де зустрілася з Річардом Лі, який потім назве її «чудовою леді».

## Наступні роки і смерть
Маколей вийшла заміж вдруге 1778 року за Вільяма Ґрема (молодшого брата сексолога Джеймса Ґрема), їй на той момент було 47, а йому 21. Цей шлюб шокував громадськість і підірвав репутацію Кетрін. Від неї відвернулися багато друзів, її слава згасла.
Після поїздки до США Маколей вирішила написати історію американської революції, і вже зібрала багато матеріалів, але її зупинило слабке здоров'я.
Померла Кетрін 22 червня 1791 року.